# Rumänische Jugendarbeit

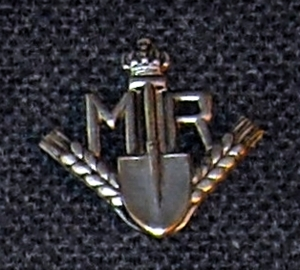
Anstecknadel der rumänischen Jugendarbeit (Munca Tineretului Român – MTR) (1942)

Die Rumänische Jugendarbeit (rumänisch Munca Tineretului Român – MTR) war eine paramilitärische Bewegung, die zwischen 1942 und 1944 in Rumänien aktiv war.

## Geschichte
Nach dem Vorbild des deutschen Reichsarbeitsdienstes (1934–1945) versuchte das von General Ion Antonescu regierte rumänische politische System zu verhindern, dass die rumänische Jugend in die Eiserne Garde aufgenommen wurde.
Das Gesetz Nr. 425 vom 15. Mai 1941 regelte die Arbeitspflicht für Arbeitslose (sowohl für Rumänen als auch für Juden), die für zivile Zwecke arbeiten mussten. Die Rumänische Jugendarbeit, die sich auf die paramilitärische Ausbildung von Jugendlichen konzentrierte, zielte darauf ab, ihre Mitglieder im Geiste der sozialen Arbeit zu erziehen und sie für den Bau von Bauwerken auszubilden: Viadukte, Aquädukte, Tunnel, Brücken und Straßen.
Das Hauptquartier der Organisation befand sich in Breaza, in demselben Gebäude, in dem sich heute das Militärgymnasium befindet. Zwischen 1937 und 1940 befand sich dort auch das Kommandeurzentrum von Straja Țării. Koordiniert wurde das Zentrum von General Emil Pălăngeanu und Oberstleutnant Ioan Dem. Dimăncescu.
Die Organisation stellte ihre Tätigkeit nach dem 23. August 1944 ein, als Rumänien von den Achsenmächten zu den Alliierten wechselte.